# Xã Speedwell, Quận St. Clair, Missouri
Xã Speedwell (tiếng Anh: Speedwell Township) là một xã thuộc quận St. Clair, tiểu bang Missouri, Hoa Kỳ. Năm 2010, dân số của xã này là 511 người.